# Fosfato de trimetilo
El fosfato de trimetilo es el éster trimetílico del ácido fosfórico. Es un líquido incoloro y no volátil. Tiene algunos usos especializados en la producción de otros compuestos. 

## Producción
El fosfato de trimetilo se prepara tratando oxicloruro de fósforo con metanol en presencia de una base de amina:
POCl3 + 3CH3OH + 3R3N → PO(OCH3)3 + 3R3 NH + Cl −
Es una molécula tetraédrica que es un disolvente débilmente polar.

## Aplicaciones
El fosfato de trimetilo es un agente metilante suave, útil para la dimetilación de anilinas y compuestos heterocíclicos relacionados.  El método es complementario a la reacción tradicional de Eschweiler-Clarke en los casos en que el formaldehído participa en reacciones secundarias.
El fosfato de trimetilo se utiliza como disolvente para halogenaciones y nitraciones aromáticas según sea necesario para la preparación de pesticidas y productos farmacéuticos.

### Otras aplicaciones
Se utiliza como inhibidor del color de fibras (por ejemplo, poliéster) y otros polímeros. El fosfato de trimetilo se utiliza como simulante de agentes nerviosos para armas químicas.

## Consideraciones de seguridad
Con una LD50 de 2 g/kg para ratas, se espera que el trimetilfosfato tenga una toxicidad aguda baja. 